# Agnes I. (Nevers)
Agnes I. (* 1170; † 2. oder 6. Februar 1192 wohl in Mailly) war Gräfin von Nevers, Auxerre und Tonnerre. Sie war die Tochter Guidos von Nevers, Auxerre und Tonnerre, und dessen Frau Mathilde von Burgund.
Während Agnes’ Mutter Mathilde ihrem Gatten Guido nach dessen Tod 1175 in der Herrschaft über die Grafschaft Tonnerre folgte, erbte Agnes selbst die Grafschaften Nevers und Auxerre nach dem Tod ihres Bruders Wilhelm V. im Jahr 1181 und steht damit am Beginn eines Jahrhunderts, in dem sich Nevers (1181–1280), Auxerre (1181–1290) und Tonnerre (1175–1309) ohne Unterbrechung in weiblicher Hand befanden. Da sie von ihrem Vater kurz vor seinem Tod unter die Vormundschaft des Königs gestellt worden war, verbrachte sie von da an ihre Kindheit an dessen Hof Die von ihr 1181 geerbten Grafschaften wurden bis 1184 vom König verwaltet.
Zuerst wurde Agnes mit Olivier „Albus“, Herrn von Grignon, verlobt, der aber bereits zwischen 1181 und 1184 verstarb.  Daraufhin vermählte König Philipp II. August sie 1184 mit Peter II. von Courtenay. 1185 bestätigte Agnes gemeinsam mit ihrem Gemahl in einer Urkunde die Privilegien der Kirche Saint-Étienne von Nevers. Auch verzichtete sie am 29. Juli 1188 gegenüber den Einwohnern von Auxerre auf ihr Recht der Toten Hand. Ferner erließ sie der Abtei Saint-Marien den ihr geschuldeten Pachtzins sowie allen zum Kapitel von Nevers gehörigen Orten die Gastungspflicht. Um 1190 bekam sie ihr einziges Kind, ihre Tochter und Erbin Mathilde, auch Mahaut genannt. 1191 kaufte sie mit ihrem Gatten ihrer Mutter die Grafschaft Tonnerre ab.
Agnes, die meist in Mailly residierte, starb 1192, während ihr Ehemann am Dritten Kreuzzug teilnahm.